# Johan Silvén
Johan Jacob Silvén, född 31 augusti 1851 i Korsbyn, Silleruds socken, Värmlands län, död 14 mars 1924 på Hästö, Augerums socken, Blekinge län, var en svensk målare, grafiker och teckningslärare.
Han var son till lantbrukaren Olof Spihk och Brita Persdotter och från 1885 gift med Hilda Margareta Catharina Lilliecrona (född Smith). Silvén studerade vid Konstakademien i Stockholm 1871–1880 och var samtidigt verksam som ritlärare vid Slöjdskolan 1871–1878 och vid Tekniska skolan 1879–1880. Han deltog i Léopold Loewenstams etsningskurs 1875 och utförde då några grafiska blad. Från 1883 tjänstgjorde han som teckningslärare vid högre allmänna läroverket i Karlskrona samt vid Karlskrona slöjdskola 1880-1916. Han medverkade i Konstakademiens utställningar 1877 och 1885, den nordiska konstutställningen i Köpenhamn 1883, Norrlands konstförenings utställningar i Söderhamn och Sundsvall 1885, Göteborgs konstförenings utställning på Valands 1891, Konstföreningen för södra Sveriges utställning i Malmö 1894, Grafiska sällskapets retrospektiva utställning på Konstakademien 1911–1912 och Karlskrona konstförenings vårutställning 1917. En minnesutställning med hans konst visades i Karlskrona 1925. Vid sidan av tjänsten som lärare var han verksam som konstnär. Hans konst består av huvudsakligen porträtt och landskapsskildringar med Blekingemotiv bland annat från Knösösundstrakten med tolkningar av den blekingska naturen. Vid sidan av sitt arbete anlitades han även som kyrkorestaurator och konservator för ett par kyrkor i Södermanland och Uppland där han restaurerade några medeltida kalkmålningar. Silvén är representerad vid Kungliga biblioteket och Nationalmuseum i Stockholm.

## Galleri

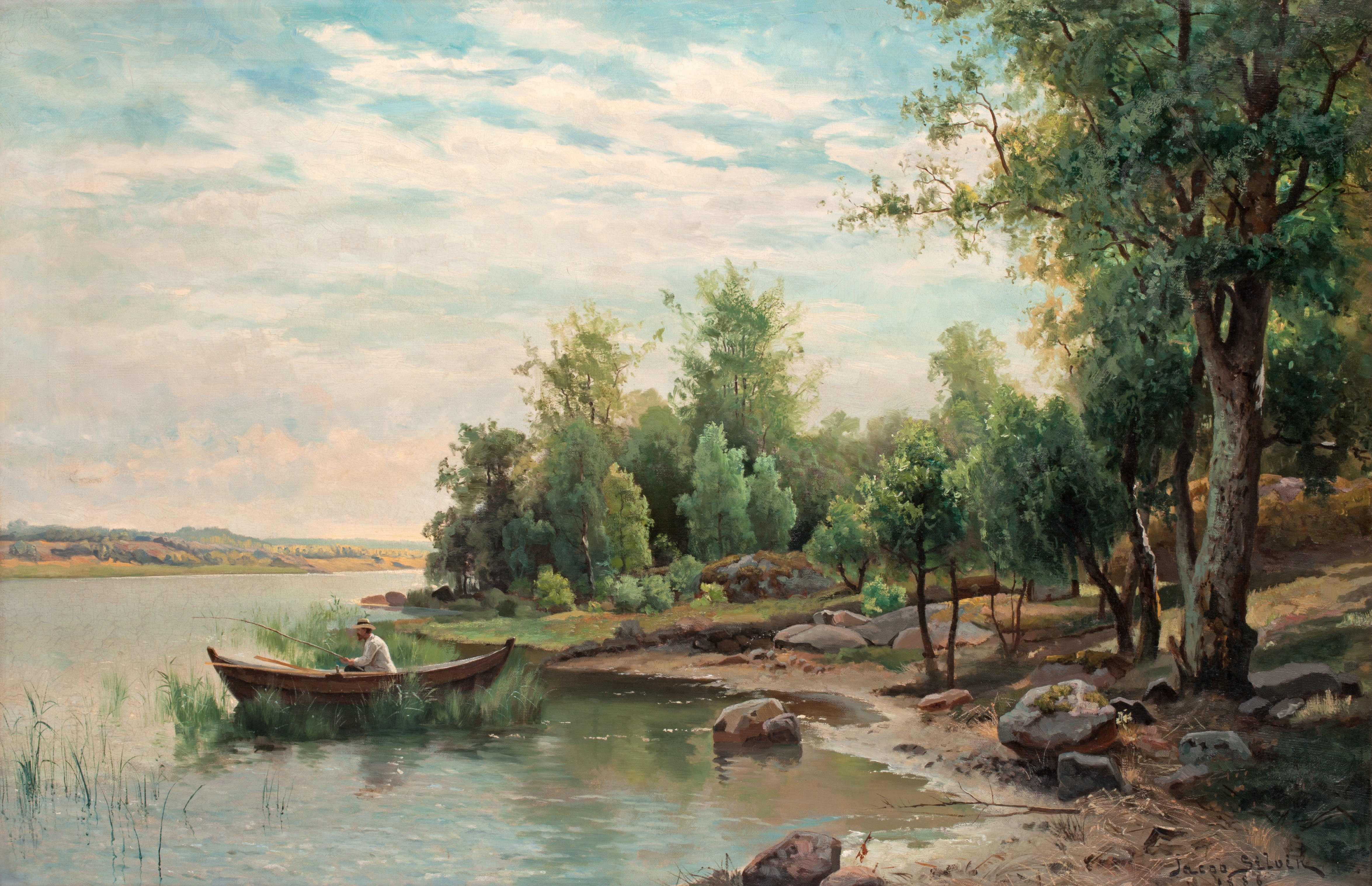
Insjölandskap med metande man, (1886)